# Kapuskasing—Timmins—Mushkegowuk
Circonscription électorale fédérale du Canada
Kapuskasing—Timmins—Mushkegowuk (auparavant Timmins—Baie James) est une circonscription électorale fédérale canadienne située en Ontario.

## Géographie
La vaste circonscription est constituée du quart nord-est de la province longeant les côtes de la baie d'Hudson et la baie James, englobant des parties des districts territoriaux de Kenora, Cochrane et Timiskaming. Les villes principales sont Timmins et Kirkland Lake.
Les circonscriptions limitrophes sont Kenora—Kiiwetinoong, Thunder Bay—Superior-Nord, Sault Ste. Marie—Algoma, Sudbury-Est—Manitoulin—Nickel Belt et Nipissing—Timiskaming en Ontario et Abitibi—Témiscamingue et Abitibi—Baie-James—Nunavik—Eeyou au Québec.
En 2013, les circonscriptions limitrophes étaient Kenora, Thunder Bay—Superior-Nord, Algoma—Manitoulin—Kapuskasing, Nickel Belt et Nipissing—Timiskaming, ainsi que les circonscriptions fédérales d'Abitibi—Témiscamingue, Abitibi—Baie-James—Nunavik—Eeyou et Nunavut.

## Historique
La circonscription de Timmins—Baie James est créée en 1996 à partir des circonscriptions de Cochrane—Superieur et de Timiskaming—Cochrane.
Lors du redécoupage de la carte électorale de 2022-2023, la circonscription, renommée Kapuskasing—Timmins—Mushkegowuk, gagne au nord-ouest une petite partie du territoire de la circonscription de Kenora devenu Kenora—Kiiwetinoong, perd à l'ouest une partie de territoire au profit de Thunder Bay—Supérieur-Nord, gagne au sud une partie de la circonscription dissoute d'Algoma—Manitoulin—Kapuskasing et perd au sud-est une petite partie de son territoire au profit de la circonscription de Nipissing—Timiskaming.

## Députés
| Législature                                                            | Années        | Député          | Parti | Parti         |
| ---------------------------------------------------------------------- | ------------- | --------------- | ----- | ------------- |
| Timmins—Baie James issue de Cochrane—Supérieur et Timiskaming—Cochrane |               |                 |       |               |
| 36e                                                                    | 1997–2000     | Réginald Bélair |       | Libéral       |
| 37e                                                                    | 2000–2004     | Réginald Bélair |       | Libéral       |
| 38e                                                                    | 2004–2006     | Charlie Angus   |       | Néo-démocrate |
| 39e                                                                    | 2006–2008     | Charlie Angus   |       | Néo-démocrate |
| 40e                                                                    | 2008–2011     | Charlie Angus   |       | Néo-démocrate |
| 41e                                                                    | 2011–2015     | Charlie Angus   |       | Néo-démocrate |
| 42e                                                                    | 2015–2019     | Charlie Angus   |       | Néo-démocrate |
| 43e                                                                    | 2019–2021     | Charlie Angus   |       | Néo-démocrate |
| 44e                                                                    | 2021–2025     | Charlie Angus   |       | Néo-démocrate |
| Kapuskasing–Timmins–Mushkegowuk                                        |               |                 |       |               |
| 45e                                                                    | 2025–en cours | Gaétan Malette  |       | Conservateur  |

## Résultats électoraux
|       | Candidat          | Parti        | # de voix | % des voix |
|       | John P. Curley    | Conservateur | +07 605,  | 20,4 %     |
|       | Todd Lever        | Libéral      | +12 940,  | 34,72 %    |
|       | (X) Charlie Angus | NPD          | +15 974,  | 42,86 %    |
|       | Max Kennedy       | Vert         | +00752,   | 2,02 %     |
| Total | Total             | Total        | 37 271    | 100 %      |

|       | Candidat          | Parti        | # de voix | % des voix |
|       | Bill Greenberg    | Conservateur | +10 526,  | 31,69 %    |
|       | Marilyn Wood      | Libéral      | +05 230,  | 15,74 %    |
|       | (X) Charlie Angus | NPD          | +16 738,  | 50,39 %    |
|       | Lisa Bennett      | Vert         | +00724,   | 2,18 %     |
| Total | Total             | Total        | 33 218    | 100 %      |

|       | Candidat          | Parti        | # de voix | % des voix |
|       | Bill Greenberg    | Conservateur | +05 536,  | 18,21 %    |
|       | Paul Taillefer    | Libéral      | +06 740,  | 22,17 %    |
|       | (X) Charlie Angus | NPD          | +17 188,  | 56,54 %    |
|       | Larry Verner      | Vert         | +00938,   | 3,09 %     |
| Total | Total             | Total        | 30 402    | 100 %      |